# Coyecques
Coyecques és un municipi francès situat al departament del Pas de Calais i a la regió dels Alts de França. L'any 2007 tenia 581 habitants.

## Demografia

### Població
El 2007 la població de fet de Coyecques era de 581 persones. Hi havia 212 famílies de les quals 36 eren unipersonals (24 homes vivint sols i 12 dones vivint soles), 76 parelles sense fills, 84 parelles amb fills i 16 famílies monoparentals amb fills.
La població ha evolucionat segons el següent gràfic:
Habitants censats

### Habitatges
El 2007 hi havia 244 habitatges, 218 eren l'habitatge principal de la família, 9 eren segones residències i 17 estaven desocupats. Tots els 243 habitatges eren cases. Dels 218 habitatges principals, 186 estaven ocupats pels seus propietaris, 31 estaven llogats i ocupats pels llogaters i 1 estava cedit a títol gratuït; 9 tenien dues cambres, 19 en tenien tres, 48 en tenien quatre i 142 en tenien cinc o més. 208 habitatges disposaven pel capbaix d'una plaça de pàrquing. A 81 habitatges hi havia un automòbil i a 116 n'hi havia dos o més.

### Piràmide de població
La piràmide de població per edats i sexe el 2009 era:
| Homes | Edats   | Dones |
| ----- | ------- | ----- |
| 0     | 95 o +  | 0     |
| 0     | 90 a 94 | 4     |
| 4     | 85 a 89 | 0     |
| 8     | 80 a 84 | 0     |
| 4     | 75 a 79 | 12    |
| 20    | 70 a 74 | 16    |
| 12    | 65 a 69 | 20    |
| 16    | 60 a 64 | 12    |
| 12    | 55 a 59 | 12    |
| 16    | 50 a 54 | 8     |
| 20    | 45 a 49 | 24    |
| 16    | 40 a 44 | 16    |
| 32    | 35 a 39 | 24    |
| 12    | 30 a 34 | 16    |
| 16    | 25 a 29 | 16    |
| 12    | 20 a 24 | 20    |
| 20    | 15 a 19 | 16    |
| 24    | 10 a 14 | 24    |
| 28    | 5 a 9   | 12    |
| 16    | 0 a 4   | 20    |

## Economia
El 2007 la població en edat de treballar era de 375 persones, 275 eren actives i 100 eren inactives. De les 275 persones actives 260 estaven ocupades (156 homes i 104 dones) i 15 estaven aturades (2 homes i 13 dones). De les 100 persones inactives 18 estaven jubilades, 36 estaven estudiant i 46 estaven classificades com a «altres inactius».

### Ingressos
El 2009 a Coyecques hi havia 221 unitats fiscals que integraven 591,5 persones, la mediana anual d'ingressos fiscals per persona era de 14.839 €.

### Activitats econòmiques
Dels 18 establiments que hi havia el 2007, 1 era d'una empresa extractiva, 1 d'una empresa alimentària, 2 d'empreses de construcció, 2 d'empreses de comerç i reparació d'automòbils, 3 d'empreses de transport, 2 d'empreses d'hostatgeria i restauració, 3 d'empreses de serveis, 2 d'entitats de l'administració pública i 2 d'empreses classificades com a «altres activitats de serveis».
Dels 6 establiments de servei als particulars que hi havia el 2009, 1 era un taller de reparació d'automòbils i de material agrícola, 1 taller d'inspecció tècnica de vehicles, 1 autoescola, 2 fusteries i 1 perruqueria.
L'únic establiment comercial que hi havia el 2009 era una fleca.
L'any 2000 a Coyecques hi havia 21 explotacions agrícoles que ocupaven un total de 896 hectàrees.

## Equipaments sanitaris i escolars
El 2009 hi havia una escola elemental.

## Poblacions més properes
El següent diagrama mostra les poblacions més properes.